# Сьерра-Виста
Сье́рра-Ви́ста (англ. Sierra Vista) — город в округе Кочис (Аризона, США).
Площадь — 397.5 км². Население — 43 044 чел.

## Население
- Расовый состав: европеоидная 73.34 %, негроидная 10.89%, американоидная 3.57%, монголоидная 0.83%, австралоидная 0.46%, прочие 6.05%, две и больше рас 4.86%.
- Возраст населения: 25.8% менее 18 лет, 13.0%  18—24 года, 29.2% 25—44 лет, 19.9% 45—64 лет и 12.1% более 65 лет.